# Pseudocyttus maculatus
Pseudocyttus maculatus är en fiskart som beskrevs av Gilchrist, 1906. Pseudocyttus maculatus ingår i släktet Pseudocyttus och familjen Oreosomatidae. IUCN kategoriserar arten globalt som otillräckligt studerad. Inga underarter finns listade i Catalogue of Life.